# Maxime Authom
Maxime Authom (La Louvière, 29 maart 1987) is een Belgisch tennisser.

## Carrière
Maxime Authom plaatste zich op 24 augustus 2012 via de kwalificaties voor het hoofdtoernooi van de US Open. Het was zijn eerste deelname aan een grandslamtoernooi. Hij werd meteen uitgeschakeld. Op 12 januari 2013 kwalificeerde hij zich voor de Australian Open 2013. Ook in Melbourne werd hij meteen uitgeschakeld. In 2013 bereikte hij zijn hoogste ATP ranking, nummer 143 van de wereld.
Op 10 november 2023 werd Authom veroordeeld door het International Tennis Integrity Agency (ITIA) tot drie jaar en negen maanden schorsing en kreeg hij een boete van 30.000 dollar, waarvan 9.000 dollar effectief, wegens matchfixing. Hij had reeds schuld bekend voor de rechtbank van Oudenaarde.

## Palmares
| Nr.                      | Datum             | Toernooi             | Ondergrond | Tegenstander in finale | Score         | Details  |
| ------------------------ | ----------------- | -------------------- | ---------- | ---------------------- | ------------- | -------- |
| Gewonnen challengers     |                   |                      |            |                        |               |          |
| Verloren challengers     |                   |                      |            |                        |               |          |
| 1.                       | 19 maart 2012     | Rimouski             | Hard       | Vasek Pospisil         | 6-7, 4-6      | $ 35.000 |
| Gewonnen futures         |                   |                      |            |                        |               |          |
| 1.                       | 8 mei 2007        | Varna                | Gravel     | Ilia Kushev            | 6-4, 7-5      | $ 10.000 |
| 2.                       | 13 mei 2008       | Roese                | Gravel     | Yannick Mertens        | 7-6, 6-3      | $ 10.000 |
| 3.                       | 24 augustus 2009  | Jupille-sur-Meuse    | Gravel     | Rabie Chaki            | 6-2, 4-6, 6-3 | $ 15.000 |
| 4.                       | 7 februari 2011   | Bressuire            | Hard       | Arnau Brugués-Davi     | 6-4, 6-4      | $ 10.000 |
| 5.                       | 6 juni 2011       | Almere               | Gravel     | Pablo Galdón           | 6-2, 6-2      | $ 15.000 |
| 6.                       | 19 september 2011 | Plaisir              | Hard       | Adrien Bossel          | 7-6, 6-7, 6-4 | $ 15.000 |
| 7.                       | 30 januari 2012   | Feucherolles         | Hard       | Grégoire Burquier      | 6-4, 6-2      | $ 10.000 |
| 8.                       | 15 oktober 2012   | La Roche-sur-Yon     | Hard       | Grégoire Burquier      | 6-2, 3-6, 6-2 | $ 15.000 |
| 9.                       | 21 oktober 2013   | Rodez                | Hard       | David Guez             | 6-4, 3-6, 6-4 | $ 15.000 |
| 10.                      | 27 januari 2014   | Feucherolles         | Hard       | Josselin Ouanna        | 7-6(5), 7-5   | $ 10.000 |
| 11.                      | 13 oktober 2014   | Feucherolles         | Hard       | Alexandre Sidorenko    | 6-4, 6-2      | $ 10.000 |
| 12.                      | 20 oktober 2014   | Rodez                | Hard       | Adelchi Virgili        | 7-5, 0-6, 6-3 | $ 15.000 |
| 13.                      | 27 oktober 2014   | Loughborough         | Hard       | Laurynas Grigelis      | 6-2, 6-1      | $ 15.000 |
| 14.                      | 3 november 2014   | Bath                 | Hard       | Joshua Milton          | 6-2, 6-4      | $ 15.000 |
| 15.                      | 10 november 2014  | Lome                 | Hard       | Enrique Lopez-Perez    | 7-5, 6-1      | $ 15.000 |
| Verloren futures         |                   |                      |            |                        |               |          |
| 1.                       | 8 augustus 2006   | Essen                | Tapijt     | Tobias Kamke           | 1-6, 4-6      | $ 10.000 |
| 2.                       | 8 maart 2011      | Sherbrooke           | Hard       | Charles-Antoine Brezac | 6-4, 2-6, 2-6 | $ 15.000 |
| 3.                       | 13 juni 2011      | Alkmaar              | Gravel     | Iñigo Cervantes Huegun | 3-6, 6-4, 0-6 | $ 15.000 |
| 4.                       | 22 oktober 2012   | Rodez                | Hard       | Fabrice Martin         | 3-6, 2-6      | $ 15.000 |
| 5.                       | 9 september 2013  | Mulhouse             | Hard       | Fabrice Martin         | 6-7(5), 3-6   | $ 15.000 |
| 6.                       | 16 september 2013 | Plaisir              | Hard       | Niels Desein           | 4-6, 4-6      | $ 15.000 |
| 7.                       | 17 maart 2014     | Saint-Raphael        | Hard       | Karol Beck             | 6-7(9), 4-6   | $ 10.000 |
| Gewonnen juniorenfinales |                   |                      |            |                        |               |          |
| 1.                       | 1 februari 2004   | Wrexham              | Tapijt     | Scott Dickson          | 6-4, 6-1      | Graad 4  |
| Verloren juniorenfinales |                   |                      |            |                        |               |          |
| 1.                       | 27 oktober 2003   | Andorra la Vella     | Tapijt     | Emanuel Brighiu        | 1-1, opg.     | Graad 4  |
| 2.                       | 27 december 2004  | Sint-Katelijne-Waver | Hard       | Yannick Mertens        | 6-7, 7-6, 2-6 | Graad 5  |

## Grandslams
| Grandslamtoernooien |    |    |     |
| Australian Open     | –  | 1R | 0-1 |
| Roland Garros       | –  |    | 0-0 |
| Wimbledon           | –  |    | 0-0 |
| US Open             | 1R |    | 0-1 |